# ماونتن سیتی (تنسی)
ماونتن سیتی(به انگلیسی: Mountain City) شهری در ایالت تنسی کشور ایالات متحده آمریکا است که جمعیت آن در سرشماری سال ۲۰۱۰ میلادی، ۲٬۵۳۱ نفر بوده‌است.

## نگارخانه

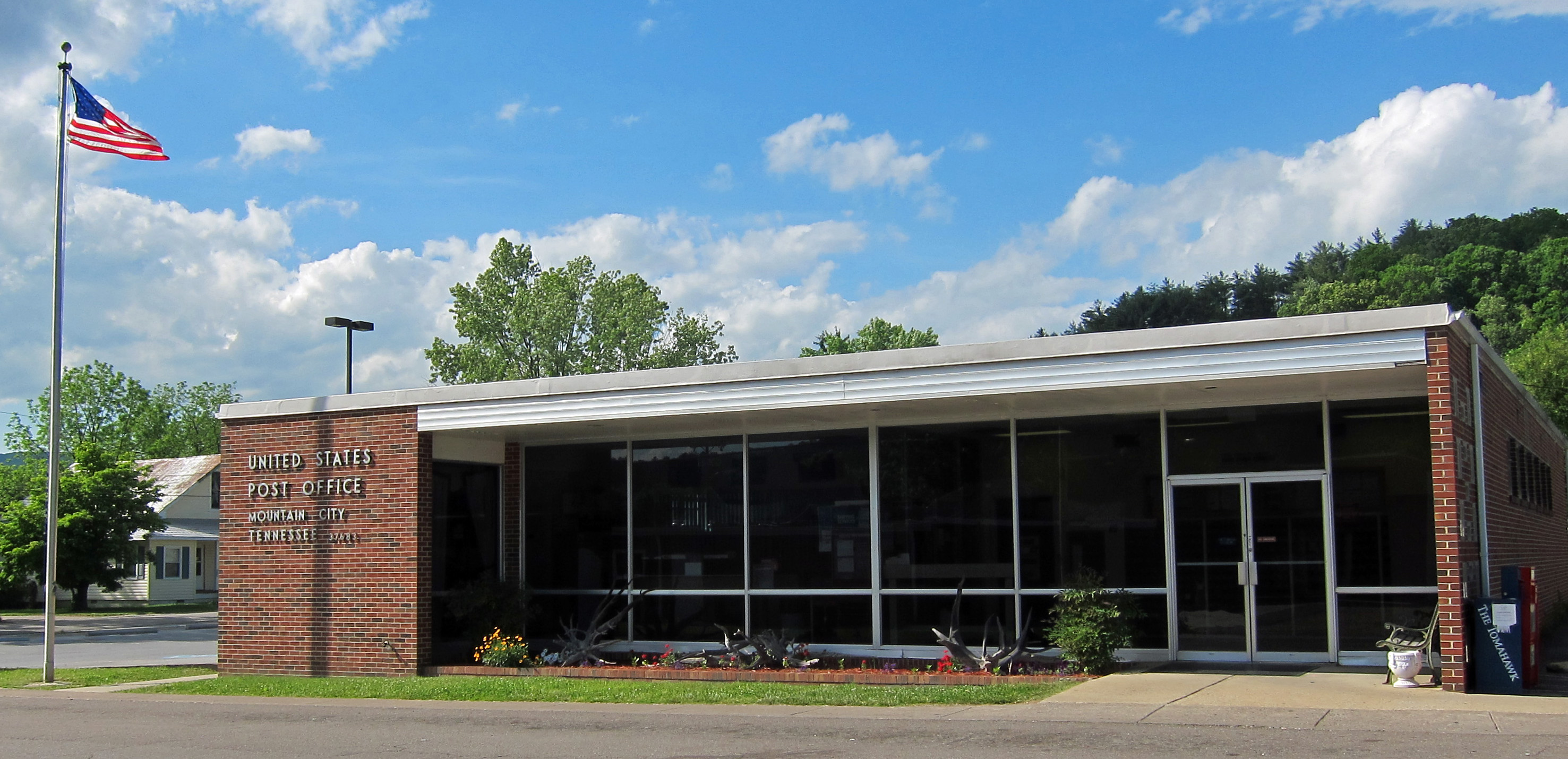
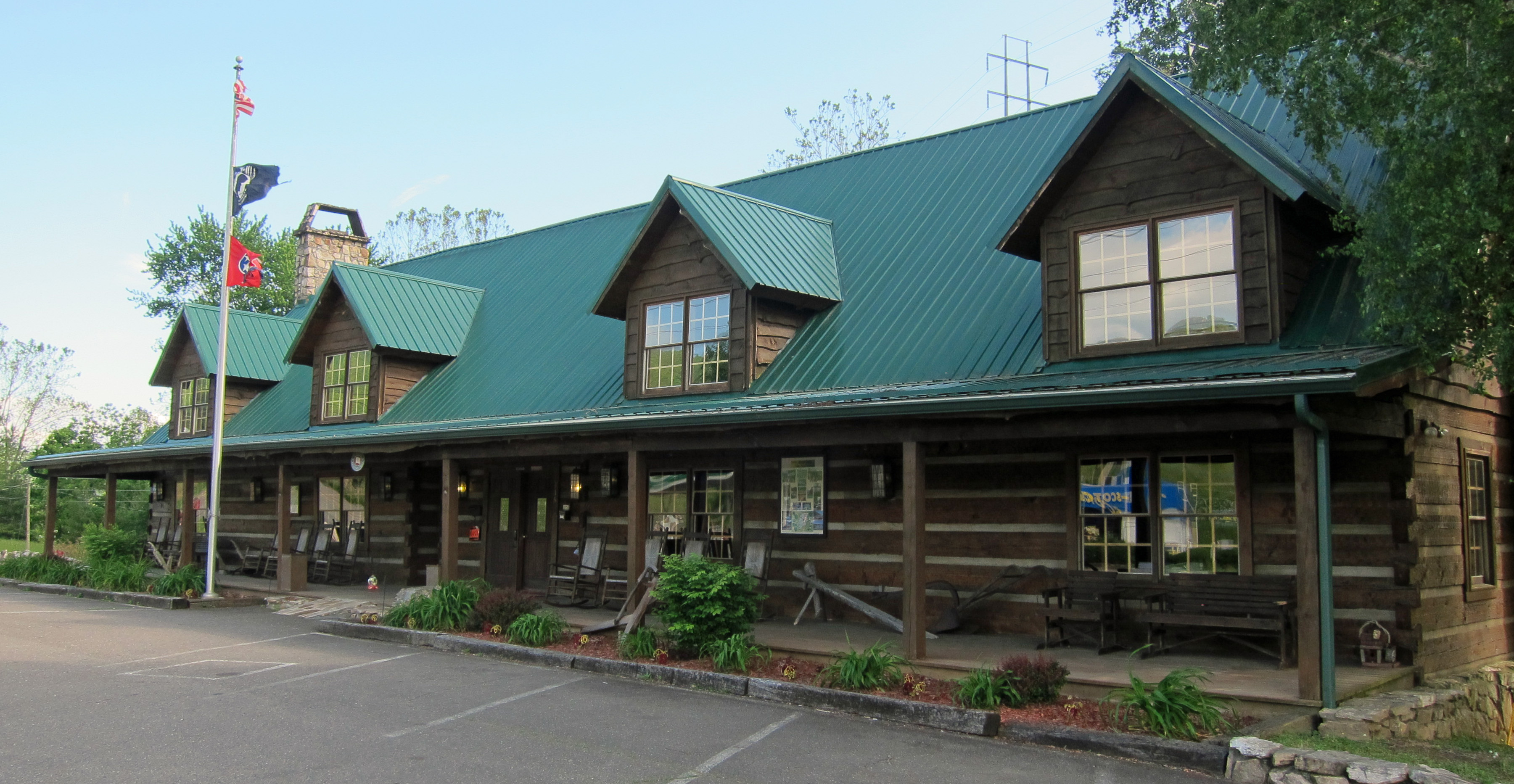
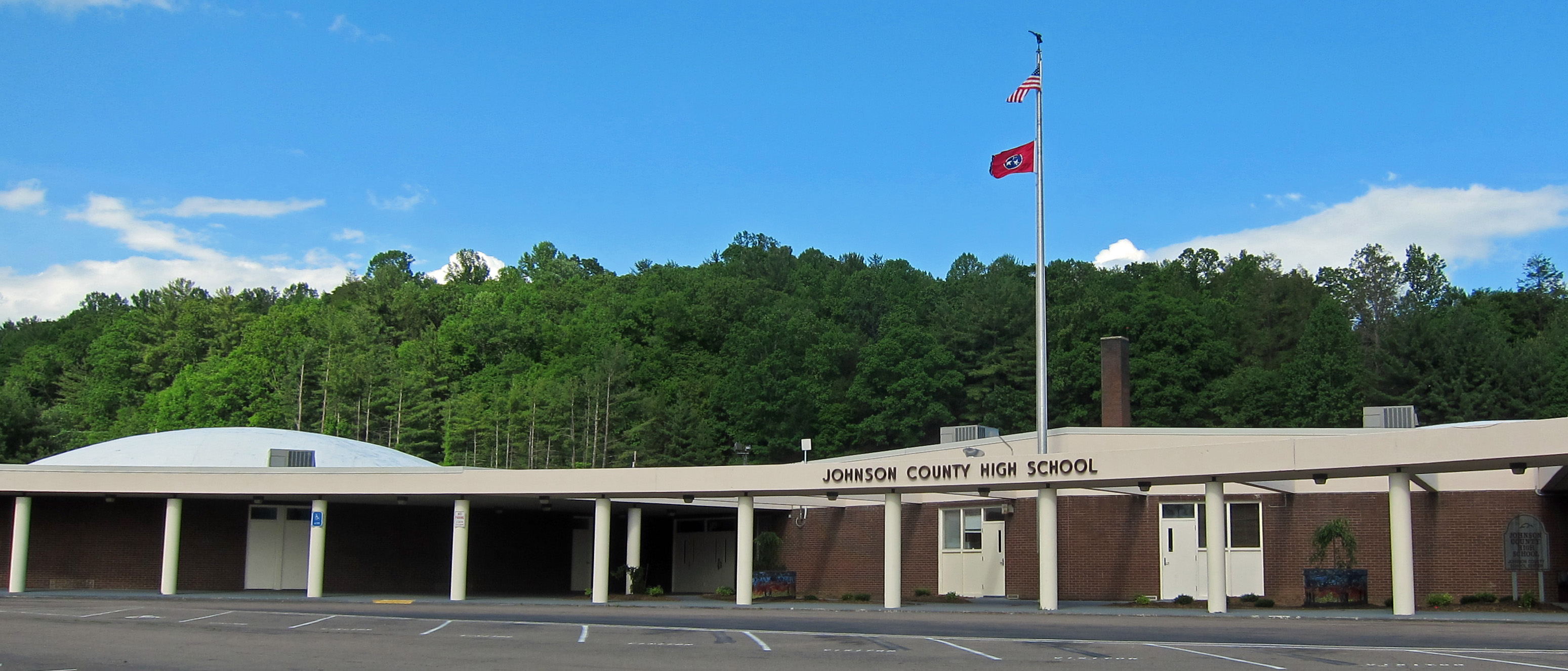
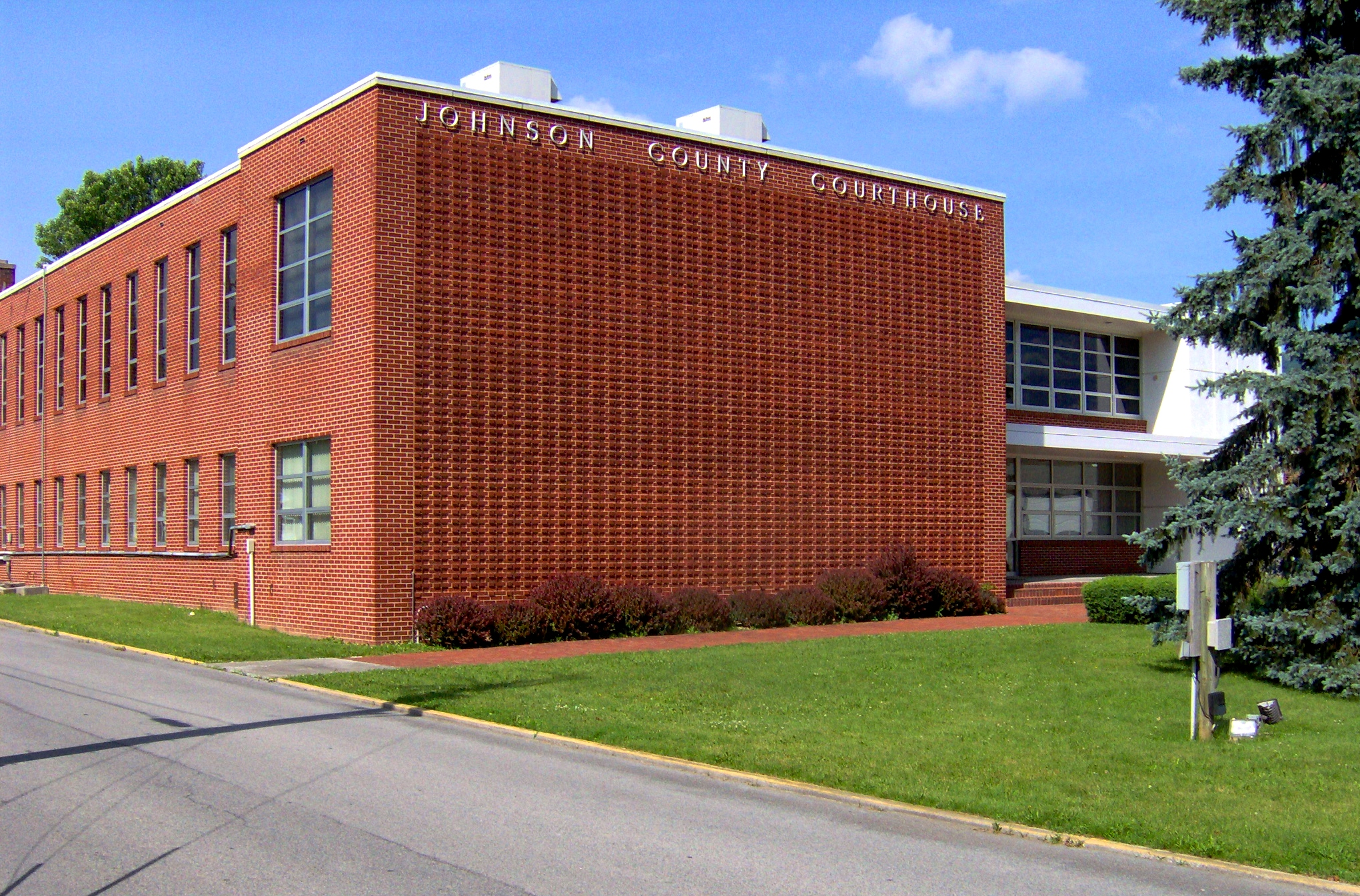
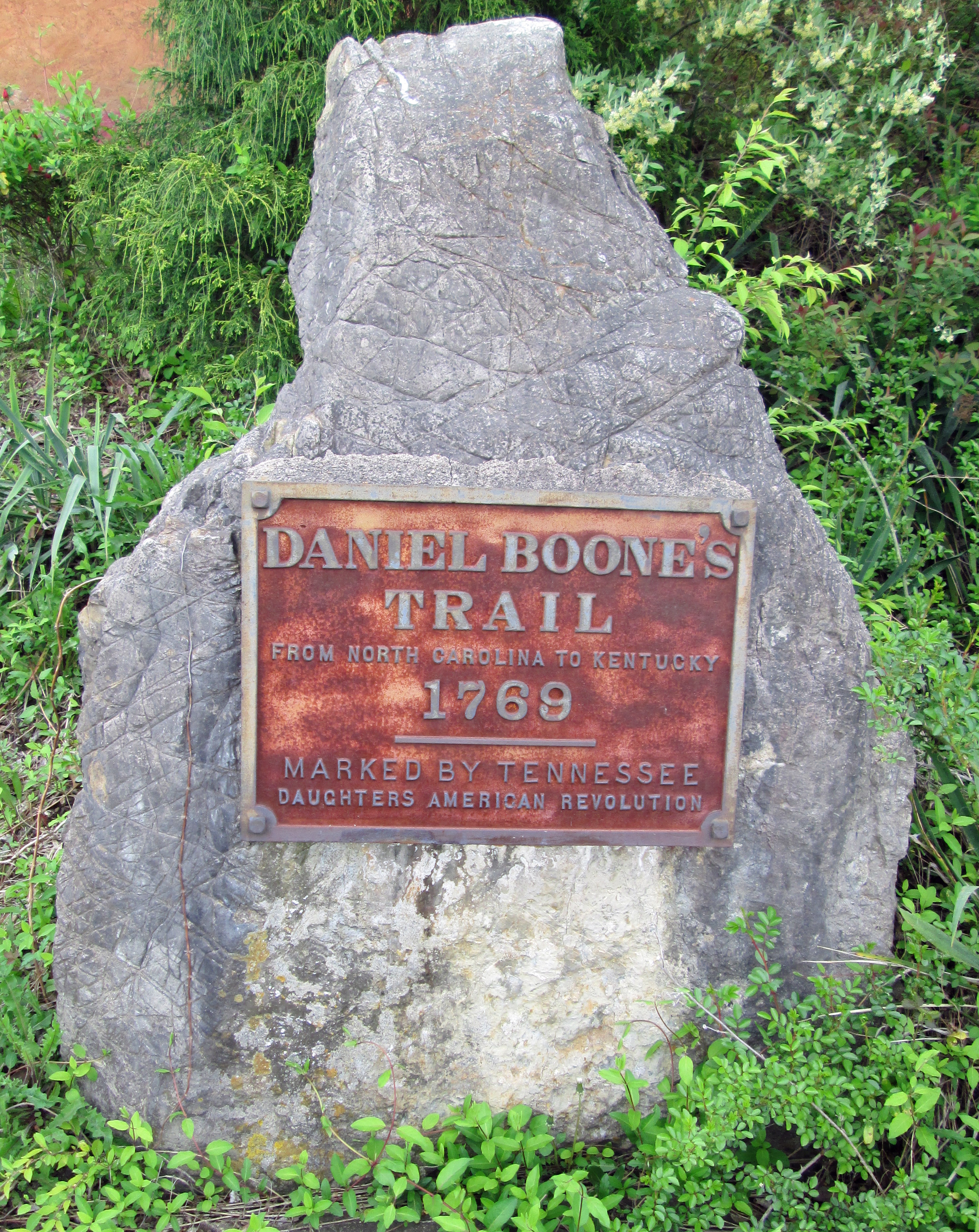